# Любовша
Любовша — река в России, протекает по Орловской области.
Устье реки находится в 21 км по левому берегу реки Труды. Длина реки составляет 76 км, площадь водосборного бассейна 982 км². Высота устья — 136,6 м над уровнем моря.

## Притоки
(км от устья)
- 32 км: река Кривец
- 33 км: река Плотавка
- 49 км: река Лазавка
- 51 км: река Переволочинка

## Данные водного реестра
По данным государственного водного реестра России относится к Донскому бассейновому округу, водохозяйственный участок реки — река Быстрая Сосна, речной подбассейн реки — бассейны притоков Дона до впадения Хопра. Речной бассейн реки — Дон (российская часть бассейна).